# Belagerung von Mariupol
Die Belagerung von Mariupol begann nach dem russischen Überfall auf die Ukraine am 24. Februar 2022. Die russischen Angreifer brachen bei der dreimonatigen Eroberung der Stadt unter großem Materialeinsatz den Widerstand der ukrainischen Verteidiger – dabei kam es bei einem Zusammenbruch der städtischen Infrastruktur und der weitgehenden Zerstörung von Wohngebieten zu einer großen Anzahl von Opfern unter der Zivilbevölkerung. Im Verlauf der Belagerung reduzierte sich das von ukrainischen Soldaten gehaltene Gebiet auf das Industriegebiet des Metallurgischen Kombinats Asow-Stahl. Die letzten Verteidiger gaben am 20. Mai 2022 ihren Widerstand auf.

## Humanitäre Lage
In den ersten Tagen des Krieges führte die ukrainische Eisenbahngesellschaft Sonderzüge, um Abreisewillige ins ukrainische Kernland zu bringen. Der Bürgermeister erklärte, dass er sofort zugestimmt habe, als die Russen eine Evakuierung der Zivilbevölkerung vorschlugen. Anstatt zu einer Evakuation sei es nach der freimütigen Bekanntgabe der Versammlungsorte durch die ukrainischen Behörden zum Beschuss der Busflotte gekommen. So hätten sich Anfang März 3000 Menschen in der Nähe des damals unzerstörten Einkaufszentrums Port City am Stadtrand an der Sammelstelle versammelt und wurden dennoch beschossen. Als seitens der Ukraine am 6. und 7. März Korridore zur Evakuierung bestimmt worden waren, hätten russische Panzer diese zum Einfall in die Stadt gebraucht, mit den Russen könne man nicht verhandeln. Die russische Besatzungsmacht bestimmte den Kollaborateur Kostjantyn Iwaschtschenko als Chef der Stadt.
Die Evakuierung von Zivilisten wurde auch laut IKRK dadurch behindert, dass es trotz sofort aufgenommener Kontakte keine funktionierenden Vereinbarungen zwischen den Konfliktparteien gab. Das IKRK hatte versucht, die Stadt mit humanitärer Hilfe zu erreichen. Die Zulassung von Hilfe sei eine der Verpflichtungen der Kriegsparteien, trotzdem musste das IKRK umkehren, nachdem die Ausgesandten festgenommen worden und mehrere Tage festgehalten worden waren, genau gleich wie die Mitarbeiter des ukrainischen Roten Kreuzes zuvor.
Die humanitäre Situation in Mariupol war aufgrund der am 2. März zusammengebrochenen Versorgung und Infrastruktur (Lebensmittel, Wasserversorgung, Abwasserbeseitigung, Strom, Heizung) und nicht zuletzt aufgrund der Bombardierungen bereits im selben Monat katastrophal. Tausende Zivilisten sollen gemäß örtlicher Behörden bis Anfang April getötet worden sein. Ca. 90 Prozent der Gebäude seien beschädigt worden, auch die teils griechisch geprägten Dörfer im Umland sollen weitgehend zerstört sein. Nicht nur starben Menschen durch Bomben, sondern laut dem World Food Program auch an Unterernährung infolge der Hungersnot. So wurde berichtet, dass manche Bewohner bereits Mitte März dazu übergegangen waren, streunende Tiere zu essen, um zu überleben, und wiederum Tiere tote Einwohner (die aufgrund andauernder Bombardierungen nicht beerdigt werden konnten) anfraßen. Laut Ärzte ohne Grenzen und Zeitzeugenberichten starben Einwohner auch in Folge fehlender medizinischer Versorgung (unter anderem in Folge Medikamentenmangels). Besondere Aufmerksamkeit erregten auch die seitens der OSZE als Kriegsverbrechen eingestufte Bombardierung einer Geburtsklinik sowie der Luftangriff auf das Theater von Mariupol. Die Russischen Streitkräfte „retteten“ tausende Menschen auch gegen ihren Willen nach Russland. Das Völkerrecht verbietet es, Zivilisten gegen ihren Willen in Feindesland zu bringen. Auf Flugblättern seien die nach Russland gebrachten Einwohner „eingeladen“ worden, sich in Sibirien niederzulassen. Im April hatten die russischen Truppen begonnen, die Toten einzusammeln, ob mobile Krematorien zur Beseitigung von Leichen zum Einsatz kamen, ist umstritten. Laut Berichten sei Bewohnern von Mariupol verboten worden, ihre toten Verwandten oder Freunde zu begraben. Das russische Militär habe begonnen, die in den Höfen begrabenen Menschen zu exhumieren, der Grund dafür sowie der Ort, an den die Leichnamen gebracht würden, seien unbekannt.
Otto Luchterhandt bewertete das Vorgehen des russischen Militärs in Mariupol als Kriegsverbrechen, Verbrechen gegen die Menschlichkeit und Völkermord.
„Orwellsche Propaganda“, so The Guardian, solle den noch verbleibenden Einwohnern glauben machen, dass es Verbesserungen gebe und dass die Ukraine Verbrechen begehe. An den Verteilstellen von Trinkwasser fuhren Lastwagen mit Großbildschirmen auf, welche russische Propaganda verbreiteten. Putin hatte ferner per Dekret die erleichterte Erlangung des russischen Passes für die Einwohner verfügt. Schon am 25. März waren Lebensmittelkartons mit russischen Propagandabeschriftungen verteilt worden.
Das Vorgehen Russlands in Mariupol verurteilt die Europäische Union als Kriegsverbrechen. Der polnische Präsident Andrzej Duda merkte an, Mariupol würde aussehen wie das durch die Nazis zerstörte Warschau 1944.
Der griechische Konsul war der letzte westliche Diplomat, der am 16. März Mariupol verließ; er nannte Mariupol in einer Reihe mit der Zerstörung Guernicas, Coventrys, Grosnys und Aleppos: „Ich hoffe, niemand wird je wieder sehen, was ich gesehen habe“.
Nach Angaben des ukrainischen Außenministeriums wurden mehr als tausend Kinder aus Mariupol an „Fremde“ in „Tjumen, Irkutsk, Kemerowo und in der sibirischen Republik Altaj übergeben“. Im März 2023 erließ der Internationale Strafgerichtshof aufgrund des „begründeten Verdachts“ („reasonable grounds to believe“) der Deportation von Kindern aus den besetzten ukrainischen Gebieten Haftbefehle gegen Wladimir Putin und die russische Präsidialkommissarin für Kinderrechte Marija Lwowa-Belowa.
Laut einem im Jahr 2024 veröffentlichten Bericht der Organisationen Human Rights Watch, SITU Research und Truth Hounds waren bis Mitte Mai in Mariupol alle 19 Krankenhäuser, 86 der 89 Bildungseinrichtungen und 93 % der 477 mehrstöckigen Wohngebäude im Zentrum der Stadt zerstört. Laut dem Bericht starben mindestens 8.034 Zivilisten in Mariupol durch russische Angriffe. Die Opferzahl sei mit hoher Wahrscheinlichkeit jedoch deutlich höher, da einige Gräber mehrere Leichen enthielten und einige Stellen möglicherweise nicht identifiziert worden seien.

## Chronik

### Februar 2022
Am 25. Februar begannen in Mariupol die Kämpfe. Umgehend wurden alle Schulen, Kindergärten und sozialen Einrichtungen geschlossen und Notunterkünfte eröffnet. Als Schutzräume wurden das Dramatheater, das Kulturzentrum «Liwobereschna», der Kulturpalast «Tschajka», die Kunstschule, die Philharmonie und das Zentrum für zeitgenössische Kunst «Hotel Continental» bestimmt.
Am 27. Februar näherten sich bei Tag und Nacht Panzer aus Donezk. Sie wurden von der 10. Sturmbrigade und 36. Marinebrigade der ukrainischen Streitkräfte zerstört; das Regiment Asow hatte dabei einen Anteil. Dabei wurden nach Angaben sechs Personen gefangen genommen. Gegen Abend wurde ein Diversions- und Aufklärungstrupp, der nach Angabe der ukrainischen Armee versuchte, Busse mit Zivilisten anzugreifen, neutralisiert. Am 28. Februar soll ein russisches Militärflugzeug zum Absturz gebracht worden sein.
Der stellvertretende Kommandeur der russischen 41. Armee, Generalmajor Andrei Suchowezki, wurde am 28. Februar 2022 durch einen ukrainischen Scharfschützen getötet.

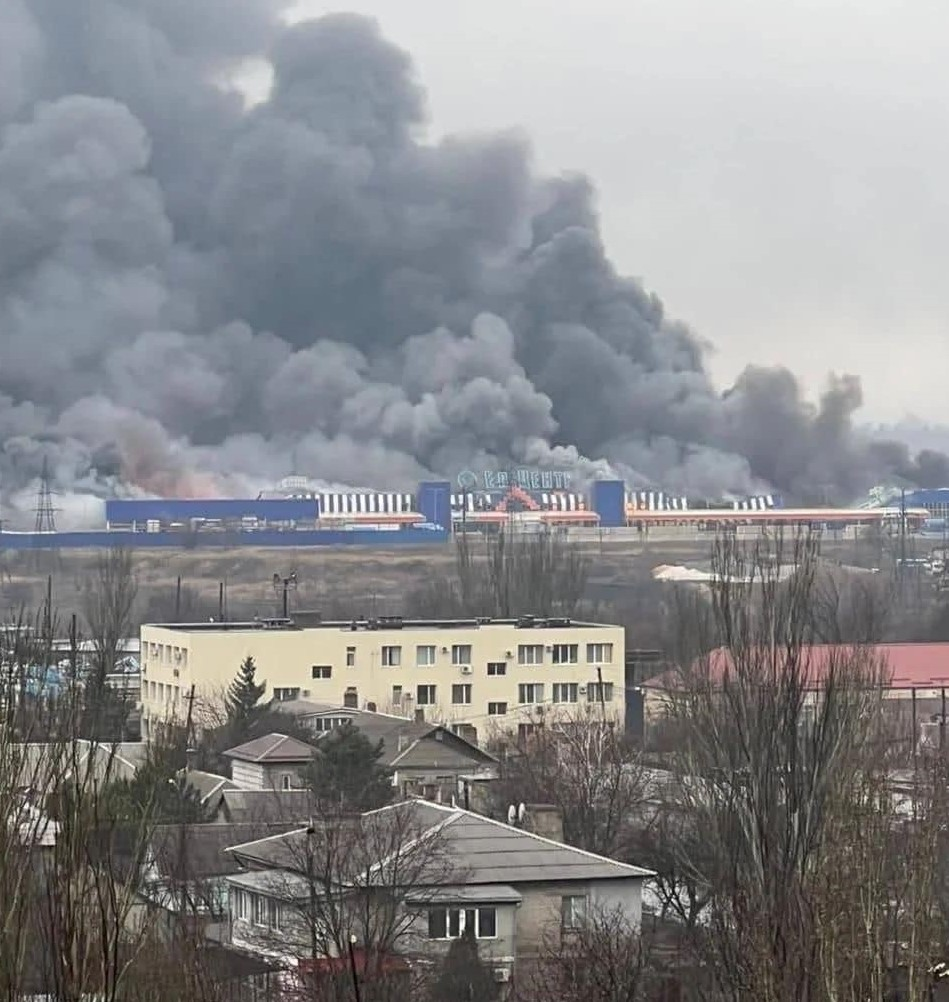
Rauch aus vielen Gebäuden inmitten massiver russischer Bombenangriffe in Mariupol. Am oder vor dem 2. März 2022.

### März 2022

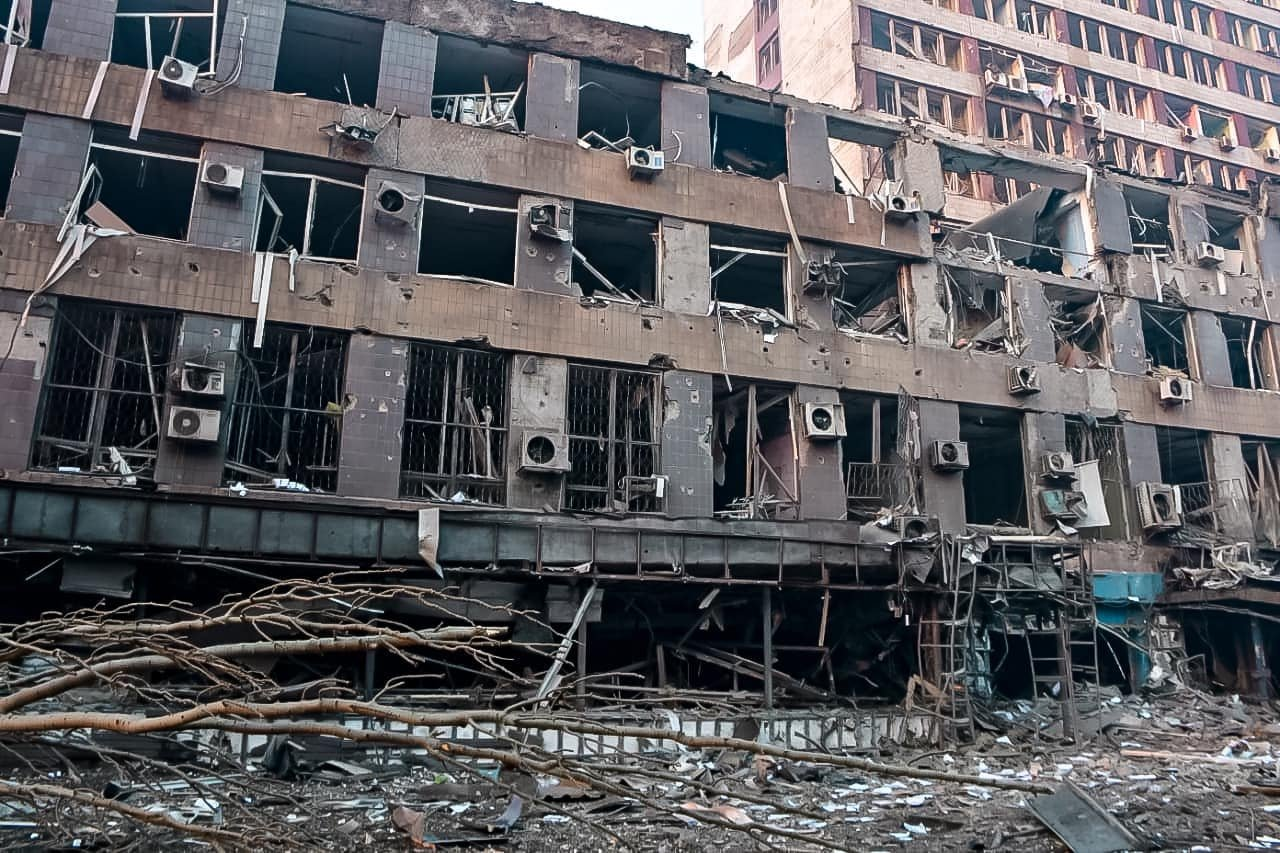
Zerstörungen am 12. März 2022

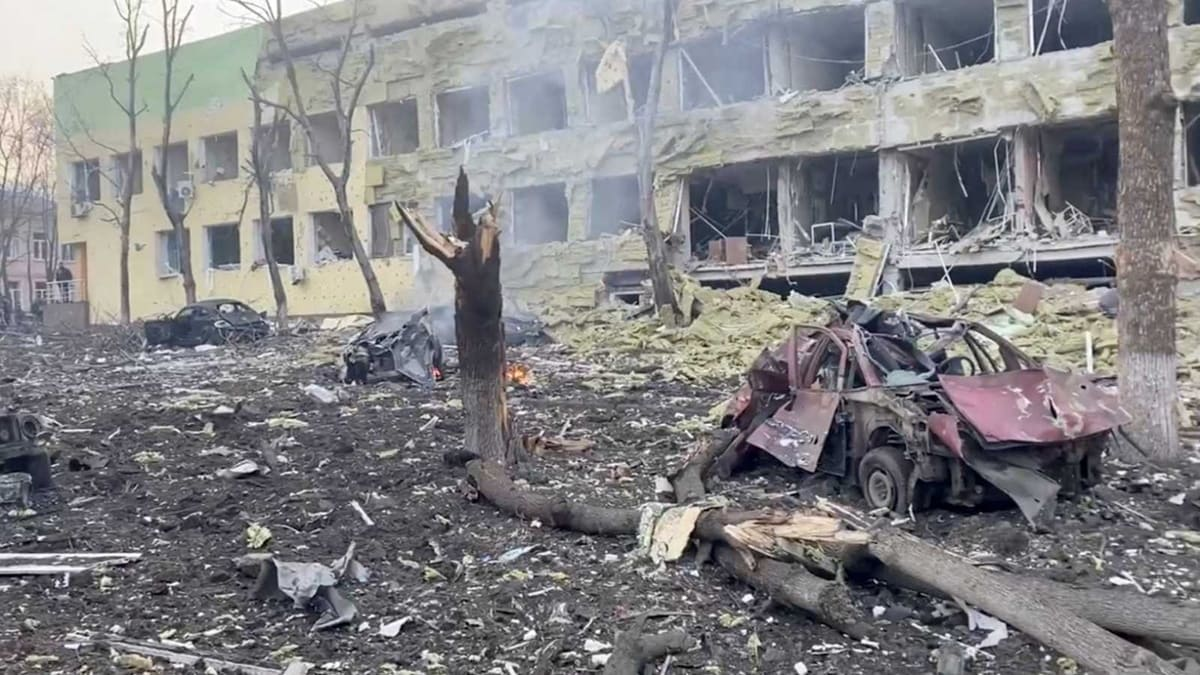
Aufnahme der am 9. März zerstörten Entbindungsklinik

Am 1. März stand die Stadt unter dem Beschuss von russischer Artillerie, wobei nach Angaben 21 Menschen verletzt wurden.
Der Stadtrat von Mariupol gab indirekt an, dass die Stadt am 1. März umschlossen wurde.
Am 2. März brach in Mariupol, nachdem die Stadt beschossen worden war, die Versorgung mit Wasser, Heizung und Strom zusammen.
Am 3. März beschossen russische Truppen das Handelszentrum Epizentrum, einige Wohngebiete und die Blutspendestation. Das Feuer dauerte den ganzen Tag, die Situation in der Stadt blieb angespannt.
Die Stadt blieb am 4. März unter Beschuss der russischen Armee, die humanitäre Situation verschlechterte sich. Die Stadt hatte keinen Strom, kein Wasser, keine Heizung, keine Verbindung und keine Nahrungsmittel. Wegen des ständigen Artilleriebeschusses konnten Kommunalbehörden die Wasservorlauf- und Stromversorgungsleitung nicht reparieren. Der Bürgermeister Wadym Bojtschenko teilte mit, dass am Abend schon etwa 300 Bürger verletzt worden sein.
Der andauernde und wahllose russische Beschuss wurde am 5. März fortgeführt, ein von den russischen Truppen angekündigter humanitärer Waffenstillstand hatte keinen Bestand.
Bei einem Luftangriff zerstörte die russische Armee am 9. März eine Entbindungsklinik, was international verurteilt wurde. Nach Angaben der russischen Regierung hatten sie das Gebäude als Lager eines Bataillons „ultraradikaler Kämpfer“ identifiziert. Ein Fotograf, der einige der bekannteren Bilder gemacht hatte, hatte keine Soldaten gesehen. („The Azov Battalion wasn’t there.“) Die von der russischen Propaganda verdrehten Aussagen einer damaligen Schwangeren bestätigten in Wirklichkeit, dass es sich um eine in Betrieb befindliche Klinik handelte und von keinen ukrainischen Soldaten kontrolliert war, wie vom Kreml behauptet. Man solle das nicht mit einer in den Außenbezirken liegenden Klinik Nummer 1 verwechseln, deren Gebärende schon im Februar nach Hause oder in die dann bombardierte Klinik Nummer 3 geschickt worden waren.
Auch am 11. März scheiterte ein Hilfskonvoi, in die Stadt zu gelangen. Das russische Militär gab an, dass alle Brücken und Zufahrten zur Stadt zerstört seien. Der Stadtrat von Mariupol erklärte, es seien zu diesem Zeitpunkt mindestens 1582 Zivilisten in der Stadt infolge des russischen Beschusses und einer 12-tägigen Belagerung getötet worden.

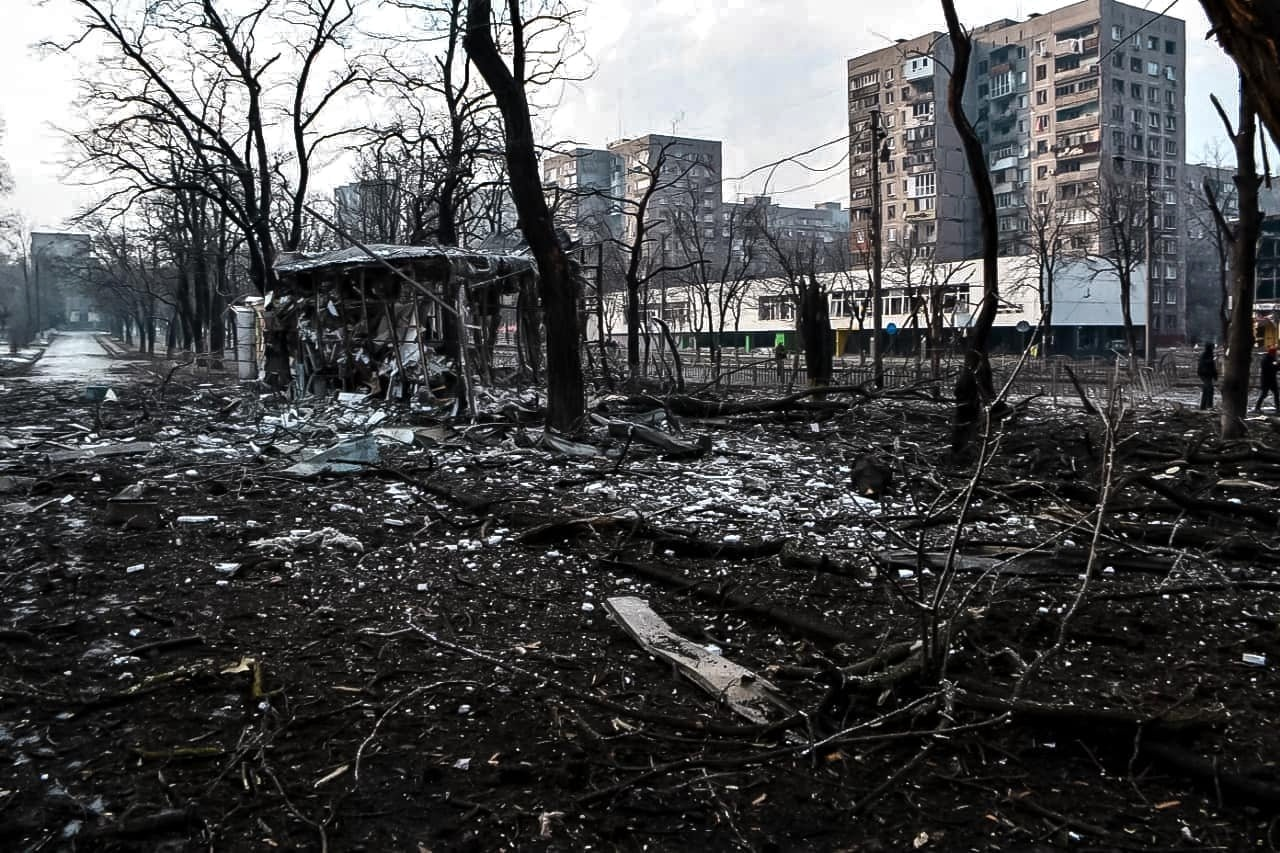
Bilder der zerstörten Stadt

Die humanitäre Lage in der eingekesselten Stadt bleibt laut Angaben des internationalen Komitee vom Roten Kreuz „katastrophal“. Die russische Armee soll laut ukrainischer Seite die Süleyman-und-Roxelane-Moschee beschossen haben, was von der Moscheegemeinde dementiert wurde, da der Einschlag 700 Meter entfernt erfolgte. Eine Initiative der orthodoxen Kirche versuchte einen Konvoi, der von Priestern begleitet wurde, in die Stadt zu senden.
Ärzte ohne Grenzen gab am 13. März an, dass erstmals Tote aufgrund Medikamentenmangels zu beklagen seien.
Nachdem am 10. März die Kinder- und Geburtsklinik in der Stadt beschossen worden war, erklärte Papst Franziskus in diesem Zusammenhang, Mariupol sei eine „Stadt der Märtyrer“ geworden.

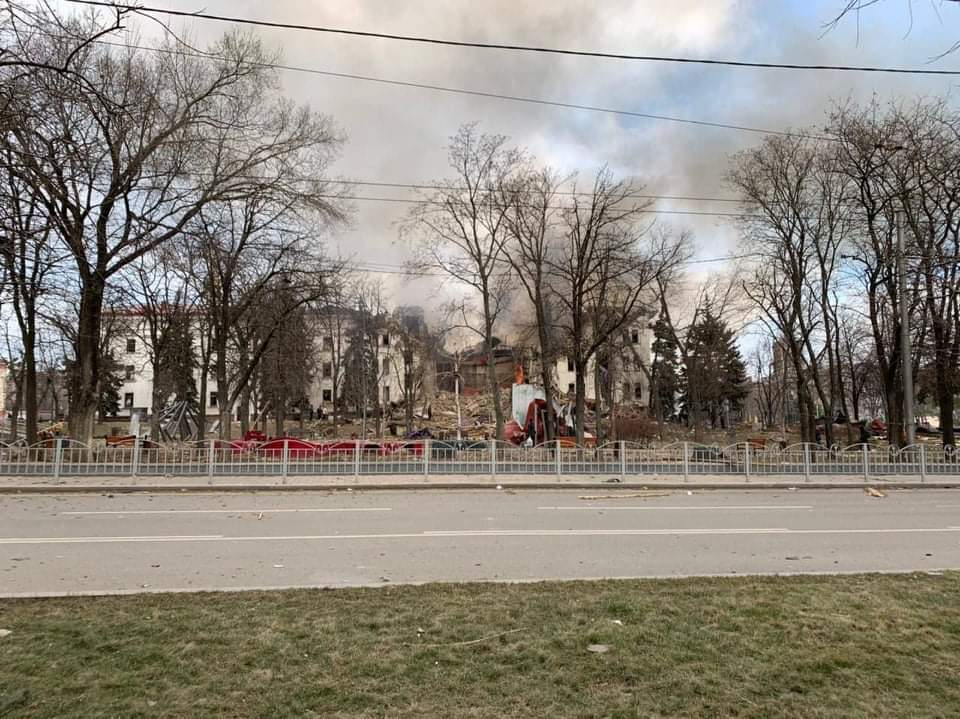
Ruine des Theaters von Mariupol, das am 16. März bombardiert wurde.

Laut Angaben von Ramsan Kadyrow griffen am 15. März Soldaten der tschetschenischen Armee die Stadt an. Die Ukraine gab an, dass nun bereits mehr als 2.300 Menschen in Mariupol gestorben seien.
Nach ukrainischen Angaben wurde der Kommandeur der 150. Motorisierten Schützendivision, Generalmajor Oleg Mitjajew, beim Angriff auf Mariupol getötet.
Für die Bombardierung und weitgehende Zerstörung des Theaters in Mariupol am 16. März, in dem laut örtlichen Behörden hunderte bis mehr als tausend Zivilisten untergebracht waren, machten sich beide Kriegsparteien gegenseitig verantwortlich. Satellitenaufnahmen belegen, dass die Plätze vor und hinter dem Theater deutlich mit dem russischen Wort für Kinder markiert waren.
Mitte März 2022 waren nach Angaben des Stadtrats und des stellvertretenden Bürgermeisters etwa 80 % der Gebäude durch den Krieg beschädigt worden, davon seien etwa 30 % nicht wieder aufzubauen.
Mit Stand 17. März sind etwa 30.000 Zivilisten aus Mariupol geflüchtet.
Am 19. März weiteten sich die Kämpfe und Zerstörungen auf das in Mariupol angesiedelte Metallurgie-Industriegebiet (darunter das Stahlwerk Asow-Stahl) aus.
Der Stadtrat des umkämpften Mariupols beschuldigte Russland, mehrere tausend Einwohner Mariupols nach Russland deportiert zu haben.
Am 20. März wurde berichtet, dass Einwohner Mariupols aufgrund der Nahrungsmittelknappheit in mindestens einem Fall einen streunenden Hund töteten, um sich von diesem zu ernähren. Entsprechende Berichte hatte es bereits am 16. März gegeben. Berichtet wurde außerdem, dass Tiere tote, nicht beerdigte Einwohner anfraßen.
In der Nacht auf den 21. März stellte das russische Verteidigungsministerium den ukrainischen Einheiten in Mariupol, die sie als „Banditen“ bezeichnete, ein wenige Stunden dauerndes Ultimatum, die Stadt an die russischen Streitkräfte zu übergeben bzw. sich zu ergeben. Die ukrainische Regierung in Kiew wie auch der verbliebene Stadtrat von Mariupol lehnten dies ab.
Nach Angaben von Ramsan Kadyrow hatten tschetschenische Kämpfer das Rathaus besetzt und ihre Flagge gehisst. Er kündigte an, Mariupol vom „Asow-Dreck“ zu säubern.
Ende März hielten sich noch etwa 160.000 Bewohner in der weitgehend zerstörten Stadt auf; die Menschen versteckten sich in Kellern und waren von der Versorgung mit Strom und Wasser abgeschnitten.
Russlands Deportation von tausenden Zivilisten auf von ihm kontrolliertes Territorium wird international als Verstoß gegen die Menschenrechte angesehen.

### April 2022
Während erneut Zivilisten evakuiert werden konnten, blieb dem IKRK der Zugang zur Stadt mit Hilfsgütern am 2. April weiterhin verwehrt. Ein Sprecher des IKRK sagte, es gebe keine Adjektive mehr, um den Schrecken zu beschreiben.
Bis zum 4. April hatten sich die Nachrichten verdichtet, wonach seit Mitte März Bewohner von Mariupol gegen ihren Willen und gegen die Verpflichtungen der Genfer Konventionen nach Russland gebracht worden waren.
Am 4. April 2022 starb Wanda Objedkowa, eine sowjetische bzw. ukrainische jüdische Überlebende des Holocaust, geschwächt durch eine Erkrankung, in einem Keller in Mariupol, als sie sich infolge der Belagerung von Mariupol verstecken musste. Im Alter von zehn Jahren, 81 Jahre zuvor, überlebte sie den nationalsozialistischen Überfall auf die Sowjetunion während des Zweiten Weltkriegs, indem sie sich ebenfalls in einem Keller in Mariupol versteckte. Sie wurde laut Information der jüdischen Gemeinde nach ihrem Tod von ihrer Tochter und ihrem Schwiegersohn in einem öffentlichen Park in Mariupol begraben.
Am 6. April warf der Bürgermeister von Mariupol Russland vor, zur Vertuschung von Kriegsverbrechen Leichen in mobilen Krematorien zu verbrennen.
Mithilfe russischer Truppen hatten prorussische Separatisten am 7. April eigenen Angaben zufolge weitgehend die Kontrolle über das Stadtzentrum von Mariupol erlangt. Gekämpft würde noch im Hafenviertel sowie auf dem Industriegebiet des Stahlwerks Asow-Stahl. Nach prorussischen Angaben befanden sich Stand 7. April noch etwa 3000 ukrainische Soldaten in Mariupol. Diese hätten Unterstützer innerhalb der noch anwesenden Zivilbevölkerung. Der von den prorussischen Separatisten proklamierte „neue Bürgermeister“ Konstantin Iwaschtschenko erklärte, dass bislang etwa 5000 Zivilisten in Mariupol ums Leben kamen. Dieselbe Zahl hatte die ukrainische Seite Ende März genannt, erklärte aber am oder in den Tagen vor dem 7. April, dass „Zehntausende“ Zivilisten in Mariupol ums Leben gekommen seien. Iwaschtschenko schätzte, dass etwa 60 bis 70 Prozent aller Wohnungen in Mariupol zerstört seien und dass 250.000 Menschen die Stadt verlassen hätten, aber mindestens ebenso viele noch in der Stadt seien. Die Ukraine schätzt dagegen, dass sich noch 100.000 Menschen (der im Jahr 2021 geschätzten 431.859 Einwohner) in der Stadt befinden und zivile Infrastruktur in Mariupol zu 90 Prozent zerstört sei.
Laut dem Royal United Services Institute (RUSI) gelang es russischen Streitkräften in den Tagen vor dem 11. April, das von den Ukrainern gehaltene Gebiet in und bei Mariupol zu spalten. So habe sich das von den Ukrainern gehaltene Gebiet auf das Stahlwerk Asow-Stahl und ein kleines Gebiet westlich des Kalmius-Flusses reduziert.
Das IKRK gibt grundsätzlich keine Erklärungen zu Kriegshandlungen einer Kriegspartei ab. Es benannte hingegen den Fakt der „unerträgliche“ Situation in Mariupol, zu der schon im März gesagt worden war, dass die Situation für die Zivilbevölkerung inakzeptabel sei. Es gäbe auch heute (8. April) „weder sichere Evakuierungen von Zivilisten noch humanitäre Hilfe, die nach Mariupol gelangen“ könne.
Am 11. April behauptete das Regiment Asow, das einen Teil der ukrainischen Verteidiger stellt, Russland habe bei oder in Mariupol Chemiewaffen eingesetzt. Russland bestritt dies.
Mindestens 10.000 Menschen in Mariupol seien tot, teilte Wadym Bojtschenko, Bürgermeister der südukrainischen Stadt, mit. Es könnten bis zu 20.000 sein, äußerte er. Die ukrainischen Streitkräfte bereiteten sich nach eigenen Angaben auf eine „letzte Schlacht“ um Mariupol vor. „Heute wird wahrscheinlich die letzte Schlacht sein, da die Munition zur Neige geht“, erklärte die 36. Marinebrigade der ukrainischen Streitkräfte auf Facebook.
Am 12. April meldete das russische Verteidigungsministerium, dass sich 1026 ukrainische Soldaten ergeben hätten, darunter 162 Offiziere. Russischen Angaben zufolge gab es unter den Kriegsgefangenen 151 verwundete Soldaten, die in ein Krankenhaus in Mariupol gebracht worden seien.
Hatte die russische Seite bereits am 11. April behauptet, den Hafen von Mariupol eingenommen zu haben, worauf ein Dementi der ukrainischen Streitkräfte gefolgt war, wiederholte das russische Verteidigungsministerium am 13. April, den Hafen erobert bzw. von ukrainischen Asow-Kämpfern „befreit“ zu haben.
Erstmals griffen am 15. April schwere russische Bomber vom Typ Tupolew Tu-22M (Natocode Backfire) Mariupol nicht mit Distanzwaffen an, sondern warfen ungelenkte Bomben im Flächenbombardement.
In der Nacht auf den 17. April versprach das russische Verteidigungsministerium den im Asowstahlwerk verbliebenen ukrainischen Soldaten, sie zu verschonen, wenn sie sich zwischen 6 Uhr und 13 Uhr Moskauer Zeit desselben Tages ergeben. Stunden zuvor hatte der ukrainische Präsident Wolodymyr Selenskyj angekündigt, Verhandlungen mit Russland für den Fall zu beenden, sollten die russischen Kräfte die verbliebenen ukrainischen Truppen in Mariupol eliminieren. Der 36. ukrainischen Marinebrigade gelang es im April, unter der Führung von Serhij Wolyna vom eingeschlossenen Stahlwerk Iljitsch zu den anderen eingeschlossenen ukrainischen Truppen am Stahlwerk Asow zu gelangen.
Nach Angaben des Kommandeurs des Asow-Regiments Denys Prokopenko begann russisches Militär noch in der Nacht auf den 19. April damit, das Asow-Stahlwerk mit bunkerbrechenden Bomben zu beschießen. Laut Prokopenko waren auch Zivilisten auf dem Fabrikgelände untergebracht, was auch Russland wisse. Russland schätzte, dass sich noch etwa 2100 ukrainische Soldaten und 400 ausländische Söldner in dem Fabrikkomplex verschanzt hätten. Am selben Tag forderte Russland die ukrainischen Kämpfer auf dem Stahlwerk erneut mit einem bis 16.00 Uhr Ortszeit gesetzten Ultimatum dazu auf, sich zu ergeben. Nach eigener Aussage hatte Russland einen Korridor eingerichtet, über den Zivilisten und sich ergebende Soldaten das Fabrikgelände verlassen könnten. Das Ultimatum am 19. April verstrich, ohne dass darauf eingegangen wurde. Für den 20. April ordnete Russland eine Feuerpause samt Fluchtkorridor aus dem Stahlwerk an und wiederholte die Aufforderung, sich zu ergeben. Ukrainischen Medien zufolge befanden sich bis zu 1000 Zivilisten in den viergeschossigen unterirdischen Bunkeranlagen auf dem Fabrikgelände. Der prorussische Separatistenvertreter Eduard Bassurin erklärte, dass das Stahlwerk das letzte verbliebene von ukrainischen Truppen gehaltene Gebiet in Mariupol sei. Noch während der Feuerpause bat Serhij Wolyna, Kommandeur der ukrainischen 36. Marineinfanteriebrigade, über Facebook und CNN die internationale Staatengemeinschaft um eine Evakuierung der im Stahlwerk-Asowstal Verbliebenen (darunter „mehr als 500 verwundete Kämpfer und Hunderte Zivilisten“) in einen Drittstaat. Sowohl eine Evakuierung der Menschen aus dem Stahlwerk als auch die Evakuierung von Zivilisten aus der Stadt selbst gelang am 20. April nicht, da nach ukrainischen Angaben die Waffenruhe nicht eingehalten wurde. Nach Angaben von Präsident Wolodymyr Selenskyj harrten rund 120.000 Menschen in Mariupol aus. Deutschlands Außenministerin Annalena Baerbock forderte Putin am 21. April auf, die Evakuierung der umkämpften ukrainischen Hafenstadt Mariupol zu ermöglichen.
Nach Angaben des russischen Militärs wurde Mariupol mit Ausnahme des Asow-Stahlwerkes erobert. Russlands Präsident Wladimir Putin befahl am 21. April, dass jenes Stahlwerk nicht gestürmt, sondern in den folgenden Tagen und Wochen unter eine Blockade gesetzt werde. Er erklärte Mariupol zudem für erobert. Die Industriezone von Mariupol solle so blockiert werden, „dass nicht einmal eine Fliege rauskommt“. Die Eingeschlossenen galten nach Angaben westlicher Medien in den Verhandlungen zwischen der Ukraine und Russland als wichtige Verhandlungsmasse. Im Kampf um das Stahlwerk in der Hafenstadt von Mariupol waren nach US-amerikanischen Angaben 12 taktische Bataillonsgruppen der russischen Streitkräfte gebunden, die jedoch für die Offensive in der Ostukraine gebraucht würden.
Der ukrainische Bürgermeister von Mariupol warf Russland vor, Zivilisten die Ausreise aus Mariupol zu verwehren. So würden russische Soldaten die ausreisewillige Bevölkerung durch Checkpoints an einer Ausreise hindern. Außerdem erklärte der Bürgermeister, dass bei der Siedlung Manhusch, 20 km westlich von Mariupol, tote Einwohner aus Mariupol in drei für bis zu 9000 Menschen ausgelegte Massengräber gefunden worden seien. Satellitenbilder belegen, dass bei Manhusch Massengräber ausgehoben worden sind.
Russlands Präsident Wladimir Putin lehnte den Abzug ukrainischer Soldaten aus ihrer letzten Bastion in Mariupol, dem Stahlwerk Asowstal, ab. Putin habe deutlich gesagt, dass Zivilisten Asowstal verlassen könnten, sagte sein Sprecher. Die Kämpfer müssten die Waffen niederlegen. Dies sei unverhandelbar.
Ein russischer Bombenangriff tötete am 28. April nach ukrainischen Angaben im eingekesselten Stahlwerk weitere Menschen. Das Regiment Asow der ukrainischen Nationalgarde veröffentlichte Videoaufnahmen aus dem Stahlwerk, in denen zu sehen war, wie Menschen nach dem Angriff die Trümmer nach Opfern durchsuchten. Bei dem Angriff wurde nach Angaben des Asow-Regiments eine improvisierte Krankenstation im Bunker getroffen. Eine nicht näher bezeichnete Zahl von Menschen sei getötet und verletzt worden. Der Vizekommandeur des Regiments, Swjatoslaw Palamar, rief die ukrainische Regierung öffentlich dazu auf, die Blockade zu durchbrechen oder alle zu evakuieren. Palamar sagte, die Kämpfer fragten sich zunehmend, warum Kiew Versprechen nicht halte.
Der Kommandant der ebenfalls im Stahlwerk Asowstahl eingeschlossenen ukrainischen 36. Marineinfanteriebrigade, Serhij Wolyna, appellierte gleichfalls an die militärisch-politische Führung der Ukraine, die im Stahlwerk eingeschlossenen Einheiten zu evakuieren.
Der Stadtrat von Mariupol, Bürgermeister Wadym Bojtschenko, warnte am 28. April im Zusammenhang mit der zerstörten Wasserversorgung und Kanalisation und dem Lebensmittelmangel öffentlich vor dem Entstehen und der Ausbreitung der Infektionskrankheiten Cholera und Ruhr unter der Zivilbevölkerung in Mariupol: Die „Invasoren sind nicht in der Lage, die verbleibende Bevölkerung mit Nahrung, Wasser und Medikamenten zu versorgen – oder sie sind schlicht nicht daran interessiert.“ Es würden zudem „Tausende Leichen unter den Trümmern verwesen“. Die Lebensbedingungen seien mittelalterlich.

### Mai 2022
Um den Monatswechsel wurden innerhalb von zwei Tagen etwa 100 Zivilisten aus dem belagerten Werksgelände evakuiert. Laut einem UN-Koordinator und eigenen Aussagen hatten die Evakuierten zwei Monate kein Tageslicht gesehen und unterhalb des Stahlwerks im Bunker gelebt. 31 der 101 aus dem Stahlwerk evakuierten Zivilisten lehnten eine weitere Evakuierung nach Saporischschja ab. Die Evakuierungsfahrt von Mariupol nach Saporischschja dauerte mehr als 48 Stunden. Jedoch durften laut einem Pressekonferenzbericht der UN-Landeskoordinatorin Osnat Lubrani nicht alle Zivilisten mit dem Internationalen Roten Kreuz (IRK) und UN-Koordinatoren nach Saporischschja aufbrechen. So habe es dem Bericht zufolge einen Kontrollpunkt im östlich von Mariupol gelegenen Dorf Bezimenne gegeben, wo beispielsweise eine Polizeibeamtin von der russischen Armee später als mutmaßliche Kämpferin zurückgehalten wurde. In Saporischschja interviewte Flüchtlinge gaben an, dass sie sich in Bezimenne hätten ausziehen müssen, weil sie auf Narben, Kampf- bzw. Scheuerspuren und Tattoos untersucht worden seien.
Am 2. Mai stattfindende Kämpfe verhinderten eine Evakuierung weiterer Zivilisten. Etwa 200 Zivilisten harrten nach ukrainischen Angaben noch dort aus. Laut dem Vizekommandeur des Asow-Regiments, Swjatoslaw Palamar, begannen die russischen Streitkräfte, nach einer intensiven Bombardierung des Stahlwerks in der Nacht auf den 3. Mai, am selben Tag mit einem Versuch der Erstürmung. Hatten russische Medien von der Bombardierung berichtet, dementierte der russische Regierungssprecher Dmitri Peskow jedoch am Folgetag, dass eine auf die Bombardierung folgende Erstürmung begonnen habe. Am 4. Mai war es russischen Kräften nach ukrainischen Angaben gelungen, Gebietsgewinne auf dem Werksgelände zu erzielen. Jedoch kündigte das russische Verteidigungsministerium am selben Tag eine Feuerpause und einen Rückzug vom Werksgelände zwecks einer weiteren Evakuierung von Zivilisten für den 5. Mai an.
Nachdem ukrainische Soldaten im Asow-Stahlwerk den russischen Truppen am 5. Mai einen Bruch der vereinbarten Waffenruhe und Verhinderung der Evakuierung von Zivilisten vorgeworfen hatten, forderte der russische Präsident Wladimir Putin in einem Telefonat mit dem israelischen Ministerpräsidenten Naftali Bennett die ukrainische Regierung dazu auf, den ukrainischen Soldaten im Asowstahlwerk die Kapitulation zu befehlen und den Zivilisten auf dem Fabrikgelände einen sicheren Abzug zu ermöglichen.
Am 7. Mai meldete die ukrainische Regierung, dass alle Zivilisten (Frauen, Kinder und ältere Menschen) aus dem Asow-Stahlwerk evakuiert worden seien. Die prorussische Seite berichtete, dass am 6. und 7. Mai jeweils etwa 50 Zivilisten evakuiert worden seien. Evakuierte Familienangehörige der Soldaten erklärten, dass für die ukrainischen Soldaten eine Kapitulation nicht in Frage käme, da sie die Erfahrung gemacht hätten, dass kein Asow-Soldat seit Beginn des Donbasskrieges (vgl. Kampf um Mariupol 2014) aus russischer Kriegsgefangenschaft lebend zurückgekommen sei. Noch am selben Tag der Evakuierung der angeblich letzten Zivilisten von dem Fabrikgelände ging die russische Bombardierung der Fabrik nach Angaben der eingeschlossenen Soldaten weiter.
Nach Angaben des regionalen Verwaltungschefs Pawlo Kyrylenko hielten sich am 9. Mai noch etwa 100.000 Bewohner in Mariupol auf. Außerdem seien entgegen vorheriger Meldungen einer kompletten Evakuierung von Zivilisten aus dem Stahlwerk noch etwa 100 Zivilisten eben dort. Dem widersprach die ukrainische Vize-Regierungschefin Iryna Wereschtschuk. Es seien jedoch noch mehr als 1000 ukrainische Soldaten im Asow-Stahlwerk. Das Asow-Regiment teilte mit, dass Erstürmungsversuche durch russische Infanterieeinheiten täglich erfolgten und das Stahlwerk zugleich täglich mehrmals bombardiert werde, zuletzt 34 Mal in 24 Stunden.
Am 13. Mai meldete die ukrainische Vizeregierungschefin Iryna Wereschtschuk, dass die Ukraine mit Russland in Verhandlungen um eine Evakuierung der ukrainischen Soldaten aus dem Stahlwerk stehe. Die Türkei schlug dem russischen Militär nach Informationen der ukrainischen Zeitung „Ukrajinska Prawda“ vor, alle ukrainischen Soldaten aus dem Asowstal-Gelände auf dem Seeweg zu evakuieren. Sie sollten dann bis Kriegsende in der Türkei bleiben.
Am 15. Mai wurde das Fabrikgelände nach ukrainischen Angaben mit Phosphorbomben beschossen. Dazu wurde eine Videoaufnahme veröffentlicht, die den Einsatz belegen soll. Bei dem Einsatz kann es sich auch um Thermitbomben gehandelt haben.
Am 16. Mai begaben sich etwa 260 ukrainische Soldaten aus dem Stahlwerk in Kriegsgefangenschaft. Jedoch teilte der ukrainische Generalstab mit, dass ein Gefangenenaustausch geplant sei. Demgegenüber kündigte ein russisches „Ermittlungskomitee“ an, die ukrainischen Soldaten als Teil einer Untersuchung zu „Verbrechen des ukrainischen Regimes gegen die Zivilbevölkerung“ zu verhören bzw. zu überprüfen, ob diese an Verbrechen beteiligt gewesen seien.
Am 18. Mai meldete das russische Verteidigungsministerium, dass sich seit Wochenbeginn (16. Mai) 959 ukrainische Kämpfer aus dem belagerten Asowstal-Werk ergeben hätten. Nach Angaben des pro-russischen Separatistenführers Denis Puschilin befanden sich die Kommandeure der ukrainischen Einheiten nicht unter den Kriegsgefangenen. Die Kommandeure seien noch im Stahlwerk. Am 19. Mai gab das russische Verteidigungsministerium an, dass sich seit Wochenbeginn 1730 Asowstal-Kämpfer ergeben hätten.
Am 20. Mai erklärte der Kommandeur Denys Prokopenko, dass er vom „höheren Militärkommando“ den Befehl erteilt bekam, sich mit den verbliebenen Soldaten zu ergeben. Prokopenko erwähnte außerdem, dass alle Verwundeten evakuiert worden seien und ein Abtransport der Leichen der getöteten ukrainischen Kameraden organisiert werde. Die russische Armee berichtete am 20. Mai, die letzten von insgesamt 2.439 ukrainischen Soldaten hätten sich ergeben und würden in Gefängnisse in der Region Donezk gebracht. Nach Angaben eines ukrainischen Soldaten, waren zum Ende der Kämpfe hin die Bunker in der Asow-Stahlfabrik eingebrochen bzw. zerstört. Die Kämpfe und die Zeit im Asow-Stahlwerk hätten bei ihm mehr Spuren hinterlassen als die Folter, die Dunkelheit und der Hunger während der anschließenden russischen Kriegsgefangenschaft.

### Weitere Entwicklung
Im Juni 2022 berichtete der ukrainische Bürgermeister der Stadt Wadym Bojtschenko, dass die russischen Besatzer die zerbombten Mehrfamilienhäuser in Mariupol abrissen, ohne vorher die Leichen zu bergen. Boitschenko schrieb bei Telegram, dass die getöteten Bewohner mit dem Schutt abtransportiert worden seien.

## Berichte und Video-Reportagen
- Kriegsopfer in Mariupol – Notbestattungen am Straßenrand Auf Spiegel.de, 22. März 2022
- „Leichen lagen auf der Straße“ – Videos zeigen Verwüstung in Mariupol Auf: N-tv.de, 24. März 2022
- „Überall Leichen“ – Flucht aus dem belagerten Mariupol (Deutsche Welle am 24. März 2022)
- Was geschieht in Mariupol? In: Die Zeit, 27. April 2022.
- Michael Schwirtz: Last Stand at Azovstal: Inside the Siege That Shaped the Ukraine War. In: nytimes.com, 24. Juli 2022.

### Dokumentarfilme
- Mariupolis 2 bei IMDb
- Robin Barnwell: Die Überlebenden von Mariupol. ARD, 27. Februar 2023, 90 Min.[140][141]
- Schlacht um Mariupol - drei Monate gefangen in der Großstadt. In: ZDF, YouTube, 20. Mai 2023 (45 Min.).
- Mstyslaw Tschernow: 20 Tage in Mariupol (20 Days in Mariupol.) Frontline und Associated Press, 2023 (94 Min.).